# Championnats du monde de tir à l'arc 1995
Navigation
Édition précédente Édition suivante
Les championnats du monde de tir à l'arc 1995 sont une compétition sportive de tir à l'arc organisée du 1er au 6 août 1995 à Jakarta, en Indonésie. Il s'agit de la 38e édition des championnats du monde de tir à l'arc.

## Événements

### Classique
| Event              | Or                                                  | Argent                                                  | Bronze                                           |
| ------------------ | --------------------------------------------------- | ------------------------------------------------------- | ------------------------------------------------ |
| Homme individuel   | Lee Kyung-Chul                                      | Wu Tsung-yi                                             | Oh Kyo-Moon                                      |
| Homme équipe       | Corée du Sud Kim Jae-Rak Oh Kyo-Moon Lee Kyung-Chul | Italie Matteo Bisiani Andrea Parenti Alessandro Rivolta | États-Unis Jay Barrs Richard McKinney Lonny King |
| Femme individuelle | Natalia Valeeva                                     | Barbara Mensing                                         | Yoom Yoon-ja                                     |
| Femme équipe       | Corée du Sud Yoom Yoon-Ja Hwang Jin-Hae Kim Jo-Sun  | Turquie Elif Eksi Natalia Nasaridze Elif Altınkaynak    | Indonésie Hamdiah Nurfitryana Lantang Dahliana   |

### Arc à poulie
| Event              | Or                                                      | Argent                                             | Bronze                                                     |
| ------------------ | ------------------------------------------------------- | -------------------------------------------------- | ---------------------------------------------------------- |
| Homme individuelle | Gary Broadhead                                          | John Vozzy                                         | Phillip Tremelling                                         |
| Homme équipe       | France Gérard Douis Thomas Randall Olivier Carreau      | États-Unis Gary Broadhead John Vozzy Tom Crowe     | Australie Phillip Tremelling Michael Harkess Clint Freeman |
| Femme individuelle | Angela Moscarelli                                       | Petra Ericsson                                     | Inga Low                                                   |
| Femme équipe       | États-Unis Angela Moscarelli Inga Low Michelle Ragsdale | Suède Helena Nelson Petra Ericsson Ulrika Sjoewall | Italie Anna Campagnoli Fabiola Palazzini Carmen Ceriotti   |